# Anne Bauchens
Anne Bauchens,  född Roseanne Bauchens den 2 februari 1882 i Saint Louis i Missouri, död 7 maj 1967 i Woodland Hills i Los Angeles, var en amerikansk filmklippare. Hon är mest känd för att under 40 år ha samarbetat med regissören Cecil B. DeMille. Hon var en pionjär inom filmklippning och den första kvinnan att vinna en Oscar för bästa klippning.

## Biografi
Vid 20 års ålder flyttade Bauchens från Missouri till New York för att försöka skapa sig en karriär som skådespelare på Broadway. När skådespelarkarriären gick trögt tog hon arbete som sekreterare åt filmskaparen William C. deMille. Efter flera år följde hon med deMille när han flyttade till Hollywood där hon lärde känna hans yngre bror, Cecil B. DeMille, och även började arbeta för honom. Bauchens intresse för filmklippning ökade och DeMille blev imponerad av hennes öga för kontinuitet och lärde upp henne som filmklippare. Deras första samarbete var filmen Carmen som de klippte tillsammans 1915.
När kategorin Bästa klippning infördes vid Oscarsgalan 1935 var Bauchens bland de nominerade för sin insats i Cleopatra. Vid Oscarsgalan 1941 blev hon första kvinna att vinna i kategorin för sitt arbete med Hjälte-skvadronen. Bauchens nominerades ytterligare två gånger: 1953 för Världens största show och 1957 för De tio budorden. Totalt arbetade hon med runt 40 av DeMilles filmer och ytterligare 20 filmer av andra regissörer som Victor Fleming, John Farrow och William Dieterle.
I sin självbiografi från 1959 skrev Cecil B. DeMille "I varje filmkontrakt jag skriver under finns en viktig klausul om att Anne Bauchens ska vara filmens klippare. [...] Hon är fortfarande den bästa filmklipparen jag känner till." Under 1930-talet fanns det bara åtta kvinnliga filmklippare i Hollywood och tillsammans med Margaret Booth och Barbara McLean klassas Bauchens bland de mest inflytelserika i branschen.